# Acanthoptilum oligacis
Acanthoptilum oligacis är en korallart som beskrevs av Bayer 1957. Acanthoptilum oligacis ingår i släktet Acanthoptilum och familjen Virgulariidae. Inga underarter finns listade i Catalogue of Life.